# Миллинг, Аманда
Аманда Энн Миллинг (англ. Amanda Anne Milling; род. 12 марта 1975, Бертон-апон-Трент) — британский предприниматель и политик, председатель Консервативной партии и министр без портфеля (с 2020).

## Биография
В 1997 году окончила Университетский колледж Лондона, где изучала экономику и статистику, затем занималась исследованием рынков. Миллинг ещё в университете вступила в Консервативную партию. В 2009 году была избрана в муниципальный совет, в 2015 — в Палату общин от округа Каннок-Чейз в Стаффордшире.
В 2015—2017 годах Миллинг работала в Комитете по бизнесу, энергетике и промышленной стратегии. После формирования в июле 2019 года первого кабинета Джонсона назначена заместителем парламентского организатора консерваторов.
По итогам парламентских выборов в декабре 2019 года добилась впечатляющей победы в своём округе — 68,3 %, на 13,3 % больше, чем на выборах 2017 года (сильнейшая из соперников, лейбористка Энн Хоббс, заручилась поддержкой лишь 25,4 % избирателей).
13 февраля 2020 года назначена во втором кабинете Джонсона на должности министра без портфеля и председателя Консервативной партии.
15 сентября 2021 года в ходе серии кадровых перемещений исключена из правительства, получив назначение на должность младшего министра по азиатским делам.